# Werner Gumpel

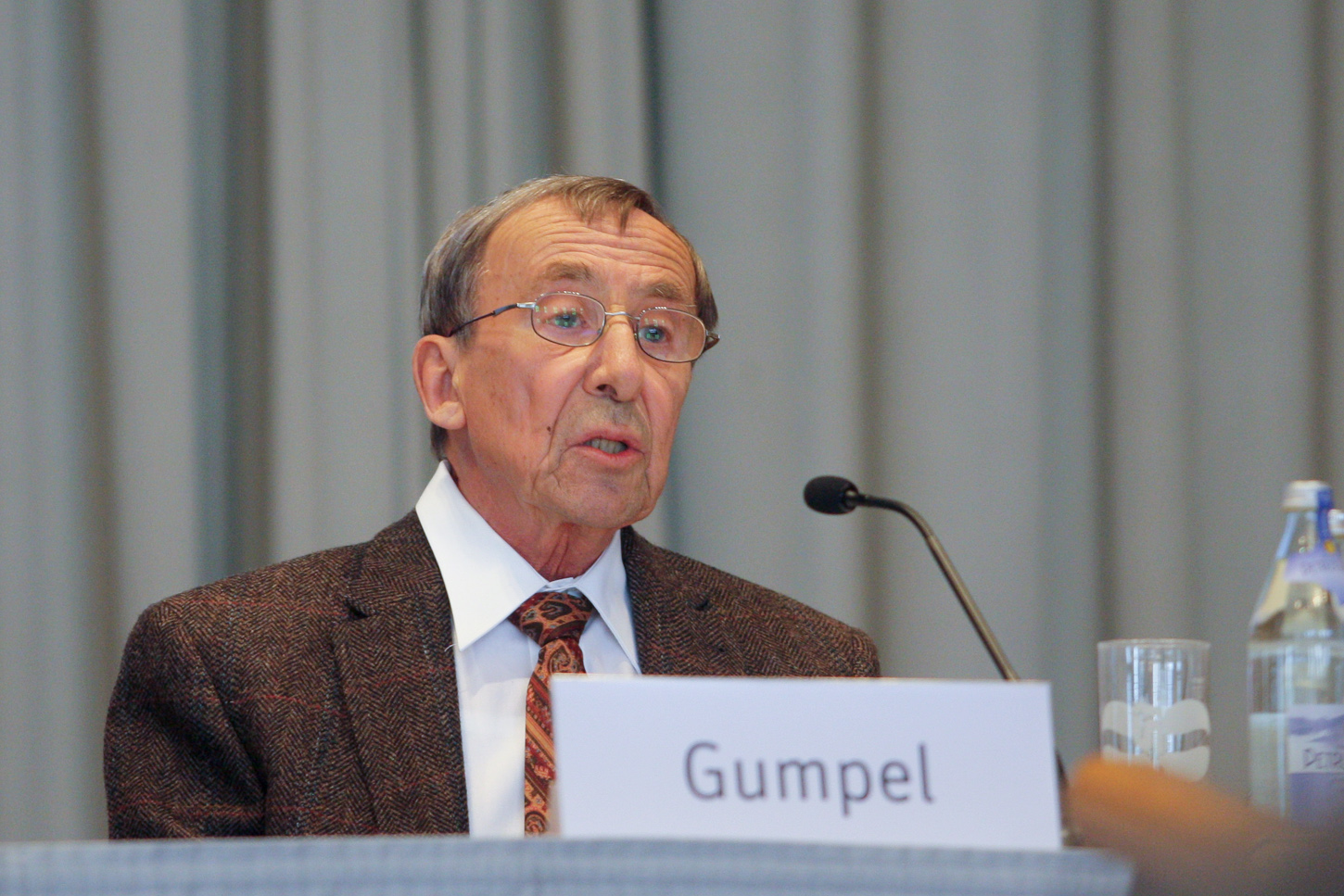
Werner Gumpel (2013)

Werner Gumpel (* 21. November 1930 in Buchholz, Erzgebirge) ist emeritierter Ordinarius für Wirtschaft und Gesellschaft Südosteuropas an der Ludwig-Maximilians-Universität München.

## Leben
Werner Gumpel wurde 1930 nahe der tschechischen Grenze geboren. Nach dem Ablegen des Abiturs begann er im Oktober 1949 mit dem Studium der Publizistik an der Universität Leipzig.

### Widerstand gegen die SED-Diktatur
Er beteiligte sich aktiv am politischen Widerstand in der DDR, indem er in der Belter-Gruppe mitwirkte, die unter anderem Flugblätter verteilte. Am 5. Oktober 1950 wurde er verhaftet und wegen „anti-sowjetischer Tätigkeit“ und „Spionage“ angeklagt. Er wurde zu zweimal 25 Jahren Zwangsarbeit verurteilt. Ein mitangeklagter Freund, der Volkswirtschaftsstudent Herbert Belter (1929–1951) wurde zum Tode verurteilt und hingerichtet. Am 27. Februar 1951 folgte die zwangsweise Exmatrikulation wegen „Nichtbelegen und Nichtbezahlung“. Er verbüßte fünf Jahre seiner Strafe im Arbeitslager Workuta. und im PetschorLag (alias Petschora-ITL). Am 16. Oktober 1955 wurde er vorzeitig aus der Haft entlassen und kehrte in die DDR zurück.

### Wissenschaftliche Arbeit
1956 floh er in die Bundesrepublik Deutschland und nahm ein volkswirtschaftliches Studium an der Hochschule für Wirtschafts- und Sozialwissenschaften in Nürnberg (heute Universität Erlangen-Nürnberg) auf. Er promovierte 1962 am Institut für Verkehrswissenschaft der Universität Hamburg bei Fritz Voigt und habilitierte sich 1970 an der Staatswirtschaftlichen Fakultät der Ludwig-Maximilians-Universität München bei Hans Raupach. 1974 wurde er auf den Lehrstuhl für Wirtschaft und Gesellschaft Südosteuropas an der Ludwig-Maximilians-Universität München berufen und lehrte dort bis zu seiner Emeritierung 1996. 
Gumpel lehrt seit 1965 an der Hochschule für Politik München und war dort auch Lehrbereichsvertreter für den Fachbereich III (Wirtschaft und Gesellschaft) und Mitglied des Senats. Lange Jahre gehörte er dem Ost-West-Arbeitskreis des Auswärtigen Amtes und dem Energiebeirat des bayerischen Wirtschaftsministeriums an. Er war auch Präsident der Deutsch-Bulgarischen Vereinigung in Bayern e. V. sowie Vizepräsident der Südosteuropa-Gesellschaft und hat viele Jahre dem Vorstand der Deutschen Gesellschaft für Osteuropakunde angehört. Auch ist er als gefragter Vortragsreisender zu den Themen Südosteuropa und Wirtschaftspolitik unterwegs. 
Sein wissenschaftliches Hauptinteresse in Lehre und Forschung galt der Analyse der wirtschaftlichen und sozialen Entwicklung und deren Grundlagen in den ehemals kommunistischen Ländern Ost- und Südosteuropas sowie der Türkei und Griechenlands. Die Ergebnisse seiner Forschungen schlugen sich in einer Vielzahl von Veröffentlichungen nieder.
Gumpel hat engen wissenschaftlichen Kontakt mit vielen Universitäten und Instituten in Ländern seines Forschungsgebiets gepflegt:
- Hacettepe-Universität Ankara (Türkei)
- Universität Istanbul (Türkei)
- Atatürk-Universität Erzurum (Türkei)
- Kocaeli-Universität Izmit (Türkei)
- Yonsei-Universität (Korea)
- Ewha-Frauenuniversität Seoul (Korea)
- Universität Sofia (Bulgarien)
- Universität des östlichen Mittelmeeres in Famagusta (Türkische Republik Nordzypern)
- Hoover Institution on War, Revolution and Peace der Stanford University (USA)

## Ehrungen
1990 wurde ihm der Ehrendoktortitel der Wirtschafts- und Verwaltungswissenschaftlichen Fakultät der Hacettepe-Universität Ankara (Türkei) verliehen.
Im Juni 2007 erhielt er das Bundesverdienstkreuz am Bande für sein demokratisches Engagement.

## Publikationen
- Die Seehafen- und Schifffahrtspolitik des Comecon. Ihre Auswirkungen auf den Hafen Hamburg (= Verkehrswissenschaftliche Forschungen. Band 7). Duncker & Humblot, Berlin 1963.
- mit Hans-Dieter Bötel: Die Sowjetwirtschaft an der Wende zum Fünfjahresplan. Rückblick und Ausblick (= Gegenwartsfragen der Ostwirtschaft. Band 3). Olzog, München 1967.
- Sozialistische Wirtschaftssysteme (= Die sozialistischen Staaten.  Band 1). Olzog, München 1983, ISBN 3-7892-9897-2.
- Workuta. Die Stadt der lebenden Toten. Ein Augenzeugenbericht. Leipziger Universitätsverlag, Leipzig 2015, ISBN 978-3-86583-936-7.